# Wílmer Velásquez
Wilmer Raynel Neal Velásquez (né le 28 avril 1972 à San Pedro Sula) est un footballeur hondurien qui évoluait au poste d'attaquant.
Velásquez est le meilleur buteur de l'histoire du Championnat du Honduras de football avec 192 buts marqués.
En 2005 il est le deuxième meilleur buteur au monde derrière Adriano avec 13 buts marqués avec son club Olimpia et 2 buts avec l'équipe nationale du Honduras.

## Palmarès
- Championnat du Honduras de football :
  - 2007, 2009, 2009 Apertura (avec CD Olimpia)